# Ignacio de Ventós Mir
Ignacio de Ventós y Mir (Badalona, 1879-Olot, 1958) fue un hacendado y político español, diputado en Cortes durante la Restauración y promotor del carlismo en Badalona.

## Biografía
Su familia era originaria de la comarca de la Garrocha. Nacido en la masía de Can Tapias de Badalona, residió en dicha población hasta el año 1933, en que se trasladó a Barcelona, aunque seguiría pasando largas temporadas en su finca de Can Tapias. Licenciado en Derecho, no llegó a ejercer de abogado. Fue socio de la Federación Católico-Agraria de Barcelona, en la que ostentó algún cargo, y del Instituto Agrícola Catalán de San Isidro.
Militante jaimista, fue tesorero de la Junta regional tradicionalista y financió el círculo carlista de Badalona “El Loredán”. En 1917 cedió terrenos de su propiedad para la construcción de la iglesia parroquial de San José en Badalona. También cedió gratuitamente terrenos para la edificación de un cuartel de carabineros, por lo que el gobierno central le concedió en 1921 la Gran Cruz del Mérito Militar.
En 1923 fue elegido diputado a Cortes por el distrito de Olot por la Lliga Regionalista. Según un descendiente familiar, aunque como carlista era contrario a la Lliga, se presentó a propuesta de su cuñado, el catalanista José María Masramon y Vilalta, quien le ofreció su lugar a fin de derrotar a Luis Pons y Tusquets, quien ganaba las elecciones en ese distrito mediante la compra de votos y otros procedimientos desleales. Puesto que Ignacio de Ventós era más rico, Pons retiró su candidatura.
Fue también impulsor, con el contacto del alcalde de Badalona Pedro Sabaté y Curto, del Grupo escolar Ventós Mir, para lo cual cedió en 1924 al Ayuntamiento una parcela de 1202 m² en la Plana d'en Tàpies, muy poco urbanizada por otra parte.
Tras el estallido de la guerra civil española, el 5 de agosto de 1936 el Ayuntamiento de Santa Pau le confiscó sus bienes en el municipio. Al acabar la guerra, apoyó el régimen de Franco y en los años 40 cedió unos terrenos para la plaza de los Caídos (actual plaza de la Plana) de Badalona, donde se instaló un monumento a las víctimas de la guerra, que fue retirado en 1979.
Se casó con Dolores de Rocafiguera y Vila, hija del político conservador vicense José de Rocafiguera Ventós y sobrina del político integrista Mariano de Rocafiguera.
La actual Escuela Ventós i Mir y el pasaje Ventós i Mir de Badalona llevan su nombre.